# 2234 Schmadel
2234 Schmadel eller 1977 HD är en asteroid i huvudbältet som upptäcktes den 27 april 1977 av den tyske astronomen Hans-Emil Schuster vid La Silla-observatoriet. Den är uppkallad efter den tyske astronomen Lutz D. Schmadel.
Asteroiden har en diameter på ungefär 9 kilometer.